# Maximum Violence
Maximum Violence è il terzo album studio dei Six Feet Under. In questo lavoro non è più presente il chitarrista Allen West, sostituito da Steve Swanson.

## Tracce
1. Feasting on the Blood of the Insane" - 4:32
2. Bonesaw - 3:08
3. Victim of the Paranoid - 3:06
4. Short Cut to Hell - 3:12
5. No Warning Shot - 3:05
6. War Machine (cover dei Kiss) - 4:27
7. Mass Murder Rampage - 3:10
8. Brainwashed - 2:43
9. Torture Killer -  2:43
10. This Graveyard Earth - 3:27
11. Hacked to Pieces - 3:40
12. Wrathchild (cover Iron Maiden) - 2:52 (Bonus Track)
13. Jailbreak (cover Thin Lizzy) - 4:08 (Bonus Track)

## Formazione
- Chris Barnes - voce
- Steve Swanson - chitarra (1999 - oggi)
- Terry Butler - basso
- Greg Gall - batteria

## Curiosità
- La canzone Torture Killer ha ispirato il gruppo Torture Killer